# Laguillos
Laguillos es una localidad del municipio de Valdeprado del Río (Cantabria, España).  La localidad se encuentra a 1100 metros de altitud sobre el nivel del mar, y a 7,8 kilómetros de la capital municipal, Arroyal. En el año 2024 contaba con una población de 9 habitantes (INE).

## Paisaje y naturaleza
Laguillos se sitúa sobre un pequeño altozano a más de 1000 metros de altitud desde el que se tienen unas buenas vistas de la zona de Los Riconchos y de los montes que la delimitan, Los pastizales extensivos, mezclados con zonas de matorral son lo que definen el entorno inmediato es esta pequeña aldea.

## Patrimonio histórico
En todos los pueblos de Los Riconchos se ha tenido que luchar históricamente contra las durísimas condiciones que imponían la climatología y la geografía que, junto a la incomunicación secular por caminos apartados e intransitables, ha determinado la existencia de una arquitectura popular, sencilla y austera que llega a casos extremos en las ermita de San Vicente, tan elemental que resulta problemática su adscripción estilística. Sólo la pequeña espadaña de una tronera nos hace suponer su construcción en los siglos barrocos, posiblemente en el siglo XVII.